# Parapocryptes serperaster
Parapocryptes serperaster é uma espécie de peixe da família Gobiidae e da ordem Perciformes.

## Morfologia
- Os machos podem atingir 23 cm de comprimento total.[5][6]

## Habitat
É um peixe de clima tropical e demersal.

## Distribuição geográfica
É encontrado em: Camboja, China, Índia, Indonésia, Malásia, Birmânia, Singapura, Taiwan, Tailândia e Vietname, incluindo o delta do rio Mekong.

## Observações
É inofensivo para os humanos.